# Doug McMillon
Carl Douglas "Doug" McMillon, född 17 oktober 1966, är en amerikansk företagsledare som är både president och  vd för världens största detaljhandelskedja, amerikanska Walmart sedan 1 februari 2014.
Han avlade en kandidatexamen i företagsekonomi vid University of Arkansas 1989 och en master of business administration vid University of Tulsa 1991.
McMillon började sin karriär inom Walmart 1990 som trainee och jobbade upp sig inom koncernen och hade olika chefspositioner. Den 4 augusti 2005 blev han utnämnd till att få toppositionerna som president och vd för Sam's Club, en partihandelskedja för medlemskunder till Walmart. Den 7 januari 2009 meddelade Walmart att man hade befordrat McMillon till att bli president och vd för Walmart International, som har hand om all verksamhet som berör de internationella marknaderna. Den förre presidenten och vd:n Michael Duke blev högste chef för koncernen. Den 25 november 2013 blev det offentligt att koncernens president och vd Michael Duke skulle lämna sina chefspositioner och efterträdaren blev igen McMillon. Den 1 februari 2014 blev han officiellt högste chef för hela Walmartkoncernen. Den 19 mars samma år blev han invald som ledamot i styrelsen för intresseorganisationen Business Roundtable.